# Rianne ten Hakenová
Rianne ten Haken (27. listopad 1986, Lelystad, Nizozemsko) je nizozemská topmodelka a vítězka Elite Model Look International 2001.

## Kariéra
V 15 letech se stala vítězkou národního finále soutěže Elite Model Look Netherlands 2001 a poté se stala i vítězkou světového finále Elite Model Look International 2001.
V roce 2009 se objevila v kalendáři Pirelli, kde pózovala americkému fotografovi Peteru Beardovi, v savaně africké Botswany, v Okavango Delta.
Pózovala na snímku s japonským superautem Lexus LF-A, který nafotil fotograf Yu Tsai. Snímek otiskl na přední straně časopis Sports Illustrated.